# 가지돌기
가지돌기(dendrite) 또는 수상돌기는 신경세포(뉴런)에서 뻗어나온 나뭇가지 모양의 짧은 돌기이다. 가지돌기는 다른 신경세포에서 보내는 전기화학 신호를 받아들여 신경세포체에 전달하는 역할을 한다. 이런 뉴런의 전기 신호는 시냅스를 통해 가지돌기의 말단으로 전달된다. 이때 가지돌기는 활동전위보다 강한 신호만 신경세포체로 전달한다. 최근의 연구결과 가지돌기도 활동 전위 이상의 자극이 주어졌을 때 신경 전달 물질을 방출할 수 있다는 사실이 밝혀졌다.(이전엔 축삭돌기만 신경 전달 물질을 방출하는 것으로 알려졌었다.)
수지상 세포도 가지돌기와 유사하게 생긴 나뭇가지 모양의 돌출부가 있지만, 전기신호의 전달과는 무관하다.

## 같이 보기
- 신경
- 신경 세포
- 축삭 돌기
- 전기생리학

## 참고 문헌
- Ricki Lewis 외,《LIFE》,6th Ed.,Mc Graw Hill(2009)
- Campbel et al, 《Biology》,8th Ed., Pearson(2008)